# Юдин, Борис Степанович
Борис Степанович Юдин (21 августа 1928 — 9 марта 1986) — советский териолог, специалист по систематике бурозубок Sorex.

## Биография
Родился в крестьянской семье села Кожевниково Томской области. В 1951 году окончил Томский Государственный Университет, принят на работу в Биологический институт Сибирского Отделения Академии Наук СССР, переехал в Новосибирск.
Работал и учился в аспирантуре под руководством С. У. Строганова, от него же унаследовал объект исследований — систематику землероек (Soriidae). В 1960 году успешно защитил кандидатскую диссертацию «Экология бурозубок Западной Сибири и их практическое значение».
C 1961 года — ученый секретарь института, с 1965 по 1972 — заместитель директора по научной работе. С 1965 по 1981 год — заведующий зоологическим музеем Биологического Института. С 1970 года — заведующий лабораторией териологии. Член Ученого совета по охране окружающей среды СО СССР.
Пересмотрел внутривидовую систематику бурозубок.
- Показал видовую самостоятельность Sorex gracillimus, которая ранее считалась подвидом Sorex minutus gracillimus.
- Описал с острова Парамушир новый вид — Sorex beringianus Yudin, 1967 (сейчас это название считается младшим синонимом Sorex leucogaster Kuroda, 1933).
- Выделил новый подрод Stroganovia в роде Sorex.
- Подтверил обитание в Палеарктике представителей подрода Otisorex, считавшегося эндемиком Неарктики.
- Описал подвид американского вида Sorex cinereus camtschatica, ныне эта форма рассматриваетя как полноценный вид Sorex camtschatica
- Описал ещё ряд подвидов S. minutissimus caudata, S. m. stroganovi.

Был заядлым охотником, любил и понимал природу,[уточнить] увлекался фотографированием живых объектов.
Скончался после долгой и изнурительной болезни 9 марта 1986 года в Новосибирске.

## Семья
Жена — Светлана Александровна Юдина. 

## Основные труды
- Юдин Б. С. Экология бурозубок Западной Сибири // Вопросы экологии, зоогеографии и систематики животных. Изд-во СОАНСССР. Новосибирск. 1962. Стр. 33-134.
- Юдин Б. С., Кривошеев В. Г., Беляев В. Г. Мелкие млекопитающие севера Дальнего Востока // Изд-во «Наука». Новосибирск. 1976. 269 стр.
- Юдин Б. С., Галкина Л. И., Потапкина А. Ф. Млекопитающие Алтае Саянской горной страны // Изд-во «Наука». Новосибирск. 1979. 293 стр.
- Юдин Б. С. Насекомоядные млекопитающие Сибири // Изд-во «Наука». Новосибирск. 1971. 171 стр.
- Юдин Б. С. Насекомоядные млекопитающие Сибири // Изд-во «Наука». Новосибирск. 1989. 360 стр. (дополненное посмертное издание)